# Apeiba echinata

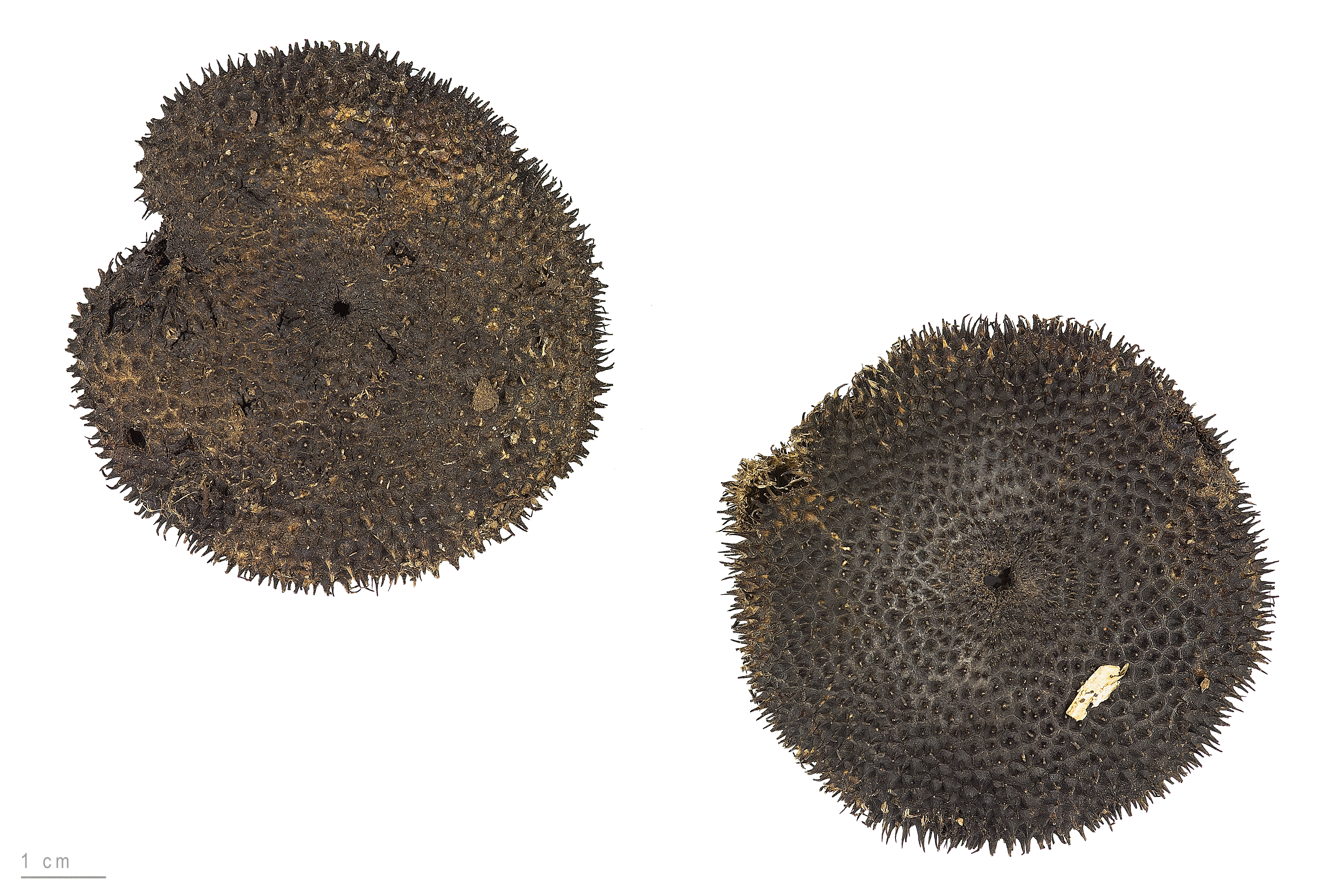
Apeiba echinata

Apeiba echinata är en malvaväxtart som beskrevs av Joseph Gaertner. Apeiba echinata ingår i släktet Apeiba och familjen malvaväxter. Utöver nominatformen finns också underarten A. e. macropetala.